# 彭尼希塞尔
彭尼希塞尔是德国下萨克森州的一个市镇。总面积24.21平方公里，总人口1276人，其中男性653人，女性623人（2011年12月31日），人口密度53人/平方公里。